# 万宁柯
万宁柯（学名：Lithocarpus elmerrillii）为壳斗科柯属的植物，为中国的特有植物。分布于中国大陆的海南等地，生长于海拔500米至750米的地区，多生于常绿阔叶林中，目前尚未由人工引种栽培。